# Harmothoe fragilis
Harmothoe fragilis är en ringmaskart som beskrevs av Moore 1910. Harmothoe fragilis ingår i släktet Harmothoe och familjen Polynoidae. Arten är reproducerande i Sverige. Inga underarter finns listade i Catalogue of Life.